# Spoorlijn Barum - Lichtenberg
De spoorlijn Barum - Lichtenberg was een Duitse spoorlijn in Nedersaksen en was als spoorlijn 1926 onder beheer van DB Netze.

## Geschiedenis
Het traject werd door de Braunschweigischen Landes-Eisenbahn-Gesellschaft geopend op 18 juli 1866. Na de opening van de spoorlijn Salzgitter-Drütte - Derneburg in 1954 werd de lijn gesloten en opgebroken.

## Aansluitingen
In de volgende plaatsen is of was er een aansluiting op de volgende spoorlijnen:
Barum
DB 1924, spoorlijn tussen Braunschweig West en Salzgitter-Barum
Lichtenberg
DB 1923, spoorlijn tussen Salzgitter-Drütte en Derneburg